# ユニークベニュー
ユニークベニュー（英語：unique venue）とは、直訳すると「特別な会場」で、コンベンション（会議）やイベント、レセプションなどにコンベンション目的の専用施設を用いるのではなく、博物館や美術館、城郭など参加者にサプライズを与えるような会場を用いることをいう。

## ユネスコ指針
文化活動を国際的に推進するユネスコは「遺産と創造性」というユニークベニューに相当する方針を打ち出している。

## イギリス
イギリスでは1993年にロンドン市やロンドン観光局、英国政府観光庁の支援を受けて「Unique Venues of London（UVL）」が設立され、ロンドンで利用できるユニークベニューの検索サイトを設けてワンストップの窓口業務を行っている。UVLには大英博物館やテート・モダンなどの施設が会員に加入しており、会員施設の売上の一部を会費として運営されている。
2012年のロンドンオリンピックの際には各スポンサー企業のホスト会場として、UVLに登録されたセント・ポール大聖堂やケンジントン宮殿などが会場として用いられた。

## 日本
日本においては文化庁の文化芸術基本法や観光庁のMICE推進といった文化事業の一環として美術館・博物館・歴史的建築物・文化施設などで開催するコンサートや上映会等の文化的イベント、あるいはフィルム・コミッション（ロケーション撮影）などを指す。
一例として香川県善通寺市の四国八十八箇所霊場・善通寺において2015年（平成27年）3月31日にAKB48がライブを開催したことや、国宝で世界遺産でもある富岡製糸場において将棋の棋戦で新たに設けられた叡王戦の対局が行われたこと、同じく世界遺産の東寺でブレイクダンス大会が開催されることなどが挙げられる。

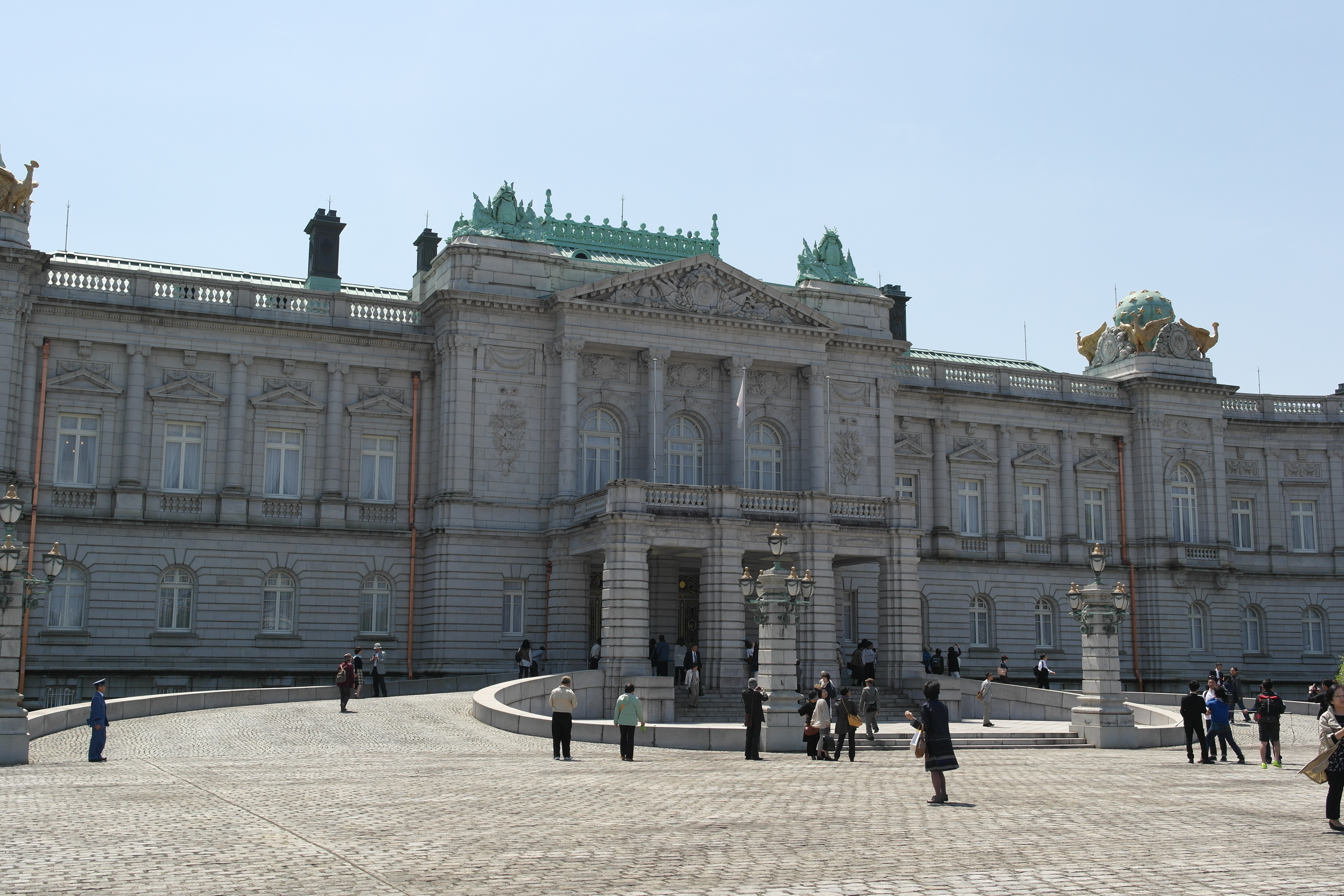
予約なし開放された赤坂迎賓館

また、これまで少人数対象の事前予約か特定日のみの公開だった赤坂迎賓館を試験的に予約なしで一般公開する試みも始まった（但し時間指定の入場整理券を当日入手し、入場料1000円が必要で、一日あたりの上限数もある）。
観光庁では事業開始となった2016年に二度のユニークベニュー活用促進事業を選定し上限100万円までの助成金を付与、次年度以降も随時支援を展開してゆく。
- 第一弾
  - 新潟県新潟市のピアBandaiでの「第77回応用物理学会秋季学術講演会」
  - 愛知県名古屋市の熱田神宮での「国際メトロポリス会議2016愛知・名古屋」
  - 香川県高松市の栗林公園商工奨励館での「ICIA2016 & ICESS2016」
  - 熊本県熊本市の桜の馬場 城彩苑での「5th International Congress on Advanced Applied Informatics」
- 第二弾
  - 千葉県千葉市の千葉市美術館での「第22回アジア南太平洋設計自動化会議2017」
  - 神奈川県横浜市の横浜美術館での「BioJapan2016」
  - 京都府京都市の妙心寺での「IHRA国際フォーラム」
  - 京都府京都市の二条城での「第40回国際外科学会世界総会」
  - 京都府京都市の東映京都スタジオでの「International Conference on Rheology 2016」

### 文化財保護法の改正
これまで保護一辺倒であった文化財保護法を改正し、国指定文化財を活用しやすくすることを2019年度までに実施する計画でいる。
これに先駆け、文化庁の文化審議会（文化財分科会企画調査会）は2007年（平成19年）に歴史文化基本構想を提唱し、文化財を核として地域づくりを進めるための歴史文化保存活用区域の設置を提言。その後、2015年に日本遺産という制度が設立され、認定地では試験的な文化財を活用した催しが開催されている（上述の四国遍路札所でのライブなど）。

### 課題
文化施設でのユニークベニューを推進するにあたり、2017年（平成29年）に山本幸三地方創生相（当時）が、「文化観光を進めるのに一番のガンは学芸員、普通の観光マインドが全くない」「文化財に指定されると水や火が使えず、お花やお茶もできない」といった誤解を招く発言をし、政治主導の危うさが露見した。
また、懸念される問題として、場違いなイベントによる文化的環境・文化的空間が損なわれることや、博物館・美術館でのイベントに伴い美術工芸品など展示物としての可動文化財を文字通り可動（移動）する機会が増えることにより棄損する確率が高まることを危惧する意見もある。

## シンガポール
シンガポールでもイギリス統治時代のコロニアル様式の建築物が美術館、博物館、ホテルなどに改装されてイベント会場として利用されている。